# Laurie London

Parlophone-Label „He’s Got The Whole World In His Hand“

Laurie London (* 19. Januar 1944 in London) ist ein ehemaliger britischer Schlagersänger. Er war Ende der 1950er und Anfang der 1960er Jahre ein Kinderstar, auch mit Erfolgen in den USA und Deutschland. 

## Leben
London begann schon im frühen Schüleralter Gitarre spielen zu lernen. Bei einer der öffentlichen BBC-Music-Shows „6. Special“ trat er spontan erstmals als Sänger auf und erregte mit den vorgetragenen Stücken The Balad Of Jessie James, einem Country-Song und den Skiffle-Titel Don’t Rock Me, Daddy-O die Aufmerksamkeit eines Vertreters der britischen Schallplattenfirma Parlophone. Dieser lud den 13-Jährigen zu Probeaufnahmen in die Abbey Road Studios, die später durch die Beatles bekannt wurde, ein. Dort kam er unter die Obhut des Produzenten Norman Newell, der später mit Popgrößen wie Shirley Bassey und Russ Conway arbeitete. Nachdem London mit den Probeaufnahmen einen positiven Eindruck hinterlassen hatten, brachte Parlophone im September 1957 die erste London-Platte mit den Titeln He’s Got The Whole World In His Hand, welcher im Juli 1958 in den USA mit einer Goldenen Schallplatte ausgezeichnet wurde und The Cradle Rock, arrangiert von Geoff Love, heraus. Überraschend für die Beteiligten, die zunächst The Cradle Rock als A-Seite vorgesehen hatten, entwickelte sich der Gospel-Song He’s Got The Whole World … zu einem Welthit. Zwar kam er in Großbritannien bei New Musical Express nur bis zum 12. Platz, dagegen landete er beim amerikanischen Billboard im April 1958 auf Platz zwei. In den USA war der Titel von der Plattenfirma Capitol (Nr. 3891) herausgebracht worden, in Deutschland veröffentlichte die britische EMI-Tochter Odeon den Titel unter der Katalognummer 29184 im Juli 1958. Er hielt in den deutschen Hitparaden Anfang August 1958 Einzug und schaffte es bis zum Rang fünf. 
Plattenfirma und Familie setzten alles daran, den überraschenden Erfolg weiter auszubauen. Laurie verließ die Schule, sein Vater übernahm das Management und Parlophone produzierte weitere Platten mit seinem Jungstar. Dabei blieb auch der amerikanische Markt mit Radio- und Fernsehauftritten, so z. B. in der Ed Sullivan Show, weiter im Visier. Man versuchte es weiter mit der Gospel-Masche, doch alle aufgenommenen Titel brachten keine Erfolge mehr. Die dänische EMI-Filiale versuchte im März 1959, Londons Karriere mit einer Zusammenarbeit mit dem dänischen Kinderstar Gitte zu befördern und produzierte die Duett-Aufnahme Pretty Eyed Baby. Obwohl der Titel zusammen mit dem London-Solo Boom-Ladda-Boom-Boom auf der B-Seite in Großbritannien (Parlophone 4557) und den USA (Roulette 4176) veröffentlicht wurde, brachte er nicht die erhoffte Rückkehr in die Erfolgsspur. 
Die London/Gitte-Platte wurde auch in Deutschland von Odeon (Nr. 21239) auf den Markt gebracht. Auch dort fand sie wenig Beachtung, verhalf London jedoch auf andere Weise zu einem Karrieresprung. Die deutschen EMI-Manager kamen mithilfe des Textautors Fred Seltzer, der einen deutschen Text auf Boom-Ladda-Boom-Boom geschrieben hatte, auf die Idee, mit London eine deutschsprachige Platte herauszubringen. Die von Nils Nobach produzierte Single erschien im November 1959 mit dem eingedeutschten Titel Bum-Ladda-Bum-Bum und der B-Seite Schöne weiße Rose (Adaption der Titelmelodie des Films God’s Little Acre) unter Electrola 21349. Am 12. Dezember 1959 notierte der Musikmarkt Bum-Ladda … erstmals in den Top 50, danach lag der Titel vier Wochen lang auf Platz zehn. In den Hits des Jahres 1960 landete der Foxtrott auf Platz 28, noch vor Bert Kämpferts Wunderland bei Nacht. Doch auch dem deutsch singenden London blieben weitere Plattenerfolge aus. Odeon brachte bis Ende 1960 noch drei weitere deutschsprachige Platten mit dem jungen Engländer heraus, ohne dass sich diese in den Hitlisten platzieren konnten. Ebenso erfolglos blieben zwei ebenfalls von Nobach produzierte Singles, die von der deutschen Plattenfirma Ariola 1962 herausgebracht wurden. 
Wie auf dem deutschen Schallplattenmarkt hinterließ Laurie London auch im deutschsprachigen Film Spuren. Zunächst war er 1959 in der deutschen Version Hinein ins Vergnügen des dänischen Originals Soldater kammerater zu sehen, 1960 sang er in dem Streifen Schlagerparade 1960 an der Seite von Ted Herold, Bill Ramsey u. a. 1961 sang London in dem österreichischen Film … und du mein Schatz bleibst hier den nicht auf Schallplatte veröffentlichten Titel Hey, hey – es wird Musik gemacht. 
Nachdem schon 1961 sein Plattenvertrag bei der britischen Parlophone ausgelaufen war und auch der deutsche Markt nach der letzten Produktion bei Ariola vom April 1962 nichts mehr zu bieten hatte, zog sich London aus dem Showgeschäft zurück. Er nahm eine Tätigkeit bei einer Grundstücksfirma auf und führte danach bis 2000 ein Hotel in Sussex. Er heiratete 1987 und ließ sich im Londoner Stadtteil Palmer’s Green nieder.

## Diskografie (45 rpm)
| Titel                                                      | Katalog-Nr.                 | Aufnahme                    |
| Großbritannien (Parlophone)                                | Großbritannien (Parlophone) | Großbritannien (Parlophone) |
| ---------------------------------------------------------- | --------------------------- | --------------------------- |
| He’s Got The Whole World In His Hands / The Cradle Rock    | 4359                        | Oktober 1957                |
| Handed Down / She Sells Sea-Shells                         | 4388                        | Dezember 1957               |
| The Gospel Train / Boomerang                               | 4408                        | Februar 1958                |
| Gotta A Robe / Casey Jones                                 | 4426                        | April 1958                  |
| Joshua / Basin Street Blues                                | 4450                        | Juni 1958                   |
| My Mother / Darktown Strutters Ball                        | 4474                        | September 1958              |
| Three O’Clock / Up Above My Head                           | 4499                        | November 1958               |
| Pretty-Eyed Baby (mit Gitte) / Boom-Ladda-Boom-Boom        | 4557                        | 1959                        |
| Old Time Religion / God’s Little Acre                      | 4601                        | 1959                        |
| Roll On Spring / I’m Afraid                                | 4635                        | März 1960                   |
| Banjo Boy / Hear Them Bells                                | 4662                        | Juni 1960                   |
| Today’s Teardrops / Darling Sue                            | 4747                        | Februar 1961                |
| I’ll Make Her Forget Him / Down by the Riverside           | 4801                        | 7/61                        |
| Deutschland                                                |                             |                             |
| Titel                                                      | Katalog-Nr.                 | Aufnahme                    |
| He’s Got The Whole World In His Hands / The Gospel Train   | Odeon 20627                 | 1958                        |
| Joshua / Boomerang                                         | Odeon 20996                 | 1959                        |
| Boom-Ladda-Boom-Boom / Pretty-Eyed Baby                    | Odeon 21239                 | 1959                        |
| Bum-Ladda-Bum-Bum / Schöne weiße Rose                      | Electrola 21349             | September 1959              |
| God’s Little Acre / Old Time Religion                      | Odeon 21360                 | November 1959               |
| Roll On Spring / I’m Afraid                                | Odeon 21461                 | März 1960                   |
| Mamatschi / Schritt für Schritt                            | Odeon 21497                 | April 1960                  |
| Itsy bitsy teenie weenie Honolulu Strandbikini / Mandolino | Odeon 21591                 | August 1960                 |
| Schenk mir einen Traum / Wild und heiß Odeon               | 21696                       | Dezember 1960               |
| Ich bin nicht arm, ich bin nicht reich / Hopalong Cassidy  | Ariola 45254                | Dezember 1961               |
| Auf Wiedersehn Marlen / Nix Fräulein, nix Mademoiselle     | Ariola 45333                | April 1962                  |
| Vereinigte Staaten                                         |                             |                             |
| Titel                                                      | Katalog-Nr.                 | Aufnahme                    |
| He’s Got The Whole World In His Hands / Handed Down        | Capitol 3891                | 1958                        |
| Joshua / I Gotta Robe                                      | Capitol 3973                | Mai 1958                    |
| My Mother / Three O’Clock                                  | Capitol 4133                | 1958                        |
| Pretty Eyed Baby / Boom-Ladda-Boom-Boom                    | Roulette 4176               | 1959                        |